# República Democrática de Finlandia
La República Democrática de Finlandia (en finés: Suomen kansanvaltainen tasavalta, en sueco: Demokratiska Republiken Finland) fue un estado satélite de la Unión Soviética, de escasa duración y que no llegó a ser reconocido. Se estableció en aquellas zonas de la Carelia finlandesa que fueron ocupadas por la Unión Soviética durante la Guerra de Invierno. Su Gobierno se conoció como el Gobierno de Terijoki. La Unión Soviética argumentaba que era el único gobierno con derecho a gobernar en toda Finlandia que era además capaz de terminar la Guerra de Invierno y restaurar la paz. Sin embargo, antes del fin de la guerra los soviéticos cambiaron de idea y terminaron firmando la paz con el gobierno finlandés.
Se estableció el 1 de diciembre de 1939, en la por entonces ciudad finlandesa de Terijoki (que actualmente es la ciudad rusa de Zelenogorsk, parte de la zona recreativa de San Petersburgo en Rusia). Durante su corta vida, el comunista Otto Ville Kuusinen fue el presidente del Gobierno y ministro de Asuntos Exteriores. El 14 de diciembre de 1939, la Unión Soviética, acusada de perpetrar una guerra de agresión, sería expulsada de la Sociedad de las Naciones.
El 12 de marzo de 1940, se unió con la República Socialista Soviética Autónoma de Carelia dentro de la República Socialista Federativa Soviética de Rusia para formar la República Socialista Soviética Carelo-Finesa, una república soviética en sí misma, después de que Finlandia cediera dicho territorio a la Unión Soviética en el Tratado de Paz de Moscú.

## Gobierno de Terijoki

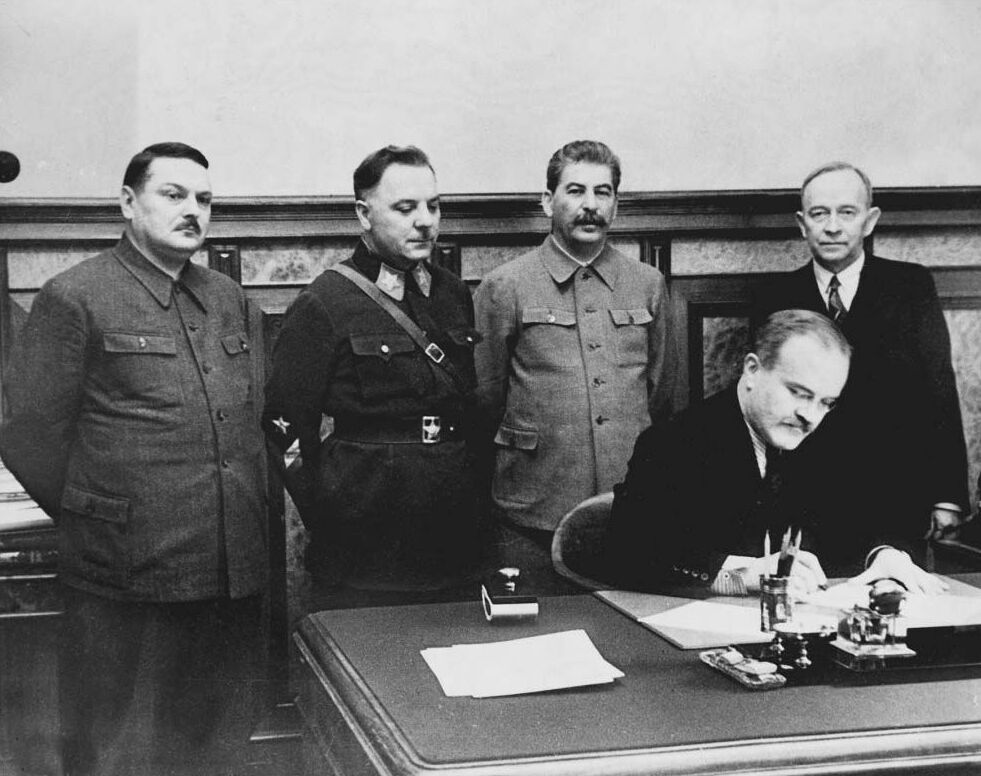
Viacheslav Mólotov firmando el Acuerdo de Ayuda Mutua y Amistad entre la Unión Soviética y la República Democrática de Finlandia. De pie, de izda. a dcha.: Andréi Zhdánov, Kliment Voroshílov, Iósif Stalin y Otto Kuusinen. 2 de diciembre de 1939